# Precio de los alimentos
El precio de los alimentos se refiere al nivel medio de precios de los alimentos a través de países, regiones y a escala mundial. Los precios de los alimentos tienen un impacto en los productores y consumidores de alimentos. 
Los niveles de precios dependen del proceso de producción de alimentos, incluida la comercialización y distribución de alimentos. La fluctuación de los precios de los alimentos está determinada por una serie de factores relacionados. Los eventos geopolíticos, la demanda global, los tipos de cambio, la política gubernamental, las enfermedades y rendimiento de los cultivos, los costos de energía, la disponibilidad de recursos naturales para la agricultura, la especulación alimentaria, los cambios en el uso del suelo y los eventos climáticos tienen un impacto directo en el aumento o la disminución de los precios de los alimentos.
Las consecuencias de la fluctuación de los precios de los alimentos son múltiples. El aumento de los precios de los alimentos pone en peligro la seguridad alimentaria, en particular para los países en desarrollo, y puede causar malestar social. El aumento de los precios de los alimentos está relacionado con las disparidades en la calidad de la dieta y la salud, particularmente entre las poblaciones vulnerables, como las mujeres y los niños.
En promedio, los precios de los alimentos seguirán aumentando debido a una variedad de razones. El crecimiento de la población mundial ejercerá más presión sobre la oferta y la demanda. El cambio climático aumentará los fenómenos meteorológicos extremos, incluidas las sequías, las tormentas y las lluvias intensas, y los aumentos generales de temperatura tendrán un impacto en la producción de alimentos.
Hasta cierto punto, las políticas alimentarias pueden contrarrestar las tendencias adversas de los precios. 

## Factores

### Factores relativos a la oferta

#### Fenómenos meteorológicos
Los fenómenos meteorológicos adversos, como las sequías o las lluvias intensas, pueden provocar pérdidas en la cosecha. Existe evidencia de que los fenómenos meteorológicos extremos y los desastres naturales tienen un impacto en el aumento de los precios de los alimentos.[cita requerida]

#### Producción de biocombustibles
Un biocombustible o biocarburante es una mezcla de sustancias orgánicas que se utiliza como combustible en los motores de combustión interna. Deriva de la biomasa, materia orgánica originada en un proceso biológico, espontáneo o provocado, utilizable como fuente de energía. Por ejemplo, la caña de azúcar (Saccharum officinarum) es utilizada en Brasil como principal insumo para producir bioetanol.
El debate entre la comida y los biocombustibles es el dilema que existe con respecto al riesgo de desviar tierras agrícolas o cultivos para la producción de biocombustibles en detrimento del suministro de alimentos. Este debate entre biocombustibles y el precio de los alimentos implica una amplia variedad de puntos de vista, además, es un tema duradero y controvertido en la literatura científica y política. La producción de biocombustibles implica cambios en el uso del suelo. Esto implica quitar tierras de cultivo para la producción alimentaria y destinarlas a la siembra de granos para biocombustibles.[cita requerida]

### Factores relativos a la demanda

#### Cambios en la dieta
El aumento de la clase media en Asia y los cambios en sus patrones alimenticios hacia dietas más occidentales, genera un incremento en la demanda de productos cárnicos. 

### Otros factores

#### Costo de la energía
La producción de alimentos es un proceso que consume mucha energía. Los aumentos en el precio de la energía provocan un aumento en el precio de los alimentos. Los precios del petróleo también inciden en el precio de los alimentos. La distribución de alimentos también se ve afectada por los aumentos de los precios del petróleo, lo que provoca aumentos en el precio de los alimentos. 

#### Especulación alimentaria
La especulación alimentaria es la actividad de especular con los precios de los alimentos (no regulados) en los mercados financieros. Se alega que la especulación alimentaria por parte de actores globales como bancos, fondos de cobertura o fondos de pensiones causa variaciones de precios en alimentos básicos como el trigo, el maíz y la soja, aunque teóricamente se descartan variaciones de precios demasiado grandes en una economía idealizada: Adam Smith razonó en 1776 que la única forma de ganar dinero con el comercio de materias primas es comprando barato y vendiendo caro, lo que tiene el efecto de suavizar las oscilaciones de precios y mitigar la escasez. Para los actores, los cambios aparentemente aleatorios son predecibles, lo que significan grandes ganancias potenciales. Para los pobres del mundo, la especulación alimentaria y los picos de precios resultantes pueden generar un aumento de la pobreza o incluso el hambre.
A diferencia del acaparamiento de alimentos, la especulación no significa que sea necesario tener escasez o falta real de alimentos. Los cambios de precios solo se deben a la actividad comercial.

## Crisis globales del precio de los alimentos

### Crisis alimentaria mundial (2007-2008)
La crisis alimentaria mundial fue una crisis alimentaria producida por un incremento en los precios de los alimentos a nivel mundial durante los años 2007-2008. La crisis impactó particularmente en las regiones más pobres del mundo (destacando Malaui, Zambia y Zimbabue), generando además inestabilidad política y disturbios sociales en varios países.
Entre los motivos se incluyen las cosechas precarias en varias partes del mundo, especialmente Australia. Otras causas del aumento de los precios de alimentos a nivel mundial es la creciente demanda por biocombustibles en países desarrollados y la creciente demanda por la clase media, que está en aumento en poblaciones de Asia, quienes han variado sus hábitos alimentarios, exigiendo mayor variedad y más carne en sus dietas, provocando una mayor demanda de recursos agrícolas.
Asimismo, el aumento continuo del precio del petróleo ha aumentado los costos de los fertilizantes y el costo de transporte de los productos. Estos factores, unidos a la caída de las reservas de alimentos en el mundo y la inestabilidad producida por especulaciones del mercado de acciones han contribuido a aumentos a nivel mundial de los precios de los alimentos.

### Crisis alimentaria mundial (2022)
La crisis alimentaria mundial iniciada en 2022 es el producto de un rápido aumento en los precios de los alimentos y en la escasez de suministros de alimentos en todo el mundo. Diferentes causas geopolíticas, económicas y naturales se combinaron para agravar los impactos y consecuencias de la crisis. Los impactos del cambio climático (olas de calor, inundaciones y sequías) en diferentes partes del mundo se sumaron a la crisis económica y de seguridad alimentaria provocada por la pandemia de COVID-19 y a la invasión rusa de Ucrania.
Tras la invasión rusa de Ucrania en 2022, la Organización de las Naciones Unidas para la Alimentación y la Agricultura (FAO), así como otros observadores de los mercados de productos básicos alimentarios, advirtieron sobre un colapso en el suministro de alimentos y aumentos de precios. Gran parte de la preocupación está relacionada con la escasez de suministro de cultivos de productos básicos clave, como el trigo, el maíz y las semillas oleaginosas, que podría provocar aumentos de precios. La invasión también provocó aumentos en los precios del combustible y los fertilizantes, lo que provocó más escasez de alimentos y aumentos de precios.
Incluso antes de la guerra en Ucrania, los precios de los alimentos ya estaban en niveles récord: en febrero de 2022, los precios de los alimentos aumentaron un 20% año tras año según la FAO. La guerra aumentó aún más los precios año tras año otro 40% en marzo. Se espera que los problemas agravantes, incluido el COVID-19, la invasión rusa de Ucrania y las malas cosechas relacionadas con el clima, reviertan las tendencias mundiales en la reducción del hambre y la desnutrición.
Algunas regiones, como África Oriental y Madagascar, ya estaban experimentando sequías y hambrunas debido a fallas en el sistema agrícola y cambios climáticos, y se espera que los aumentos de precios empeoren la situación. Incluso los países del Norte Global que generalmente tienen suministros de alimentos seguros, como el Reino Unido y los Estados Unidos, están comenzando a experimentar los impactos directos de la inflación de costos debido a la inseguridad alimentaria. Algunos analistas describieron los aumentos de precios como los peores desde la crisis mundial de precios de los alimentos de 2007-2008.